# ریوسوکه کاوانو
ریوسوکه کاوانو (انگلیسی: Ryosuke Kawano؛ زادهٔ ۲۴ دسامبر ۱۹۹۴) بازیکن فوتبال اهل ژاپن است.